# 행복한 TV 가족
《행복한 TV 가족》은 2000년 11월 3일부터 2001년 4월 20일까지 방송되었던 예능 프로그램이다.

## 기획의도
- 가족의 의미를 다시 생각하고 그 중요성을 깨닫게 하는 예능 프로그램이다.

## 코너소개
- 사랑의 화살 : 가족에게 해결하기 어려운 지령을 내리고 함께 힘을 모아 해결하는 과정을 통해 가족의 중요성과 단결을 재 확인하게 하는 코너
- 엄마의 비디오 : 엄마 아빠의 모습이나 생활방식 중 취학 전 아동들의 시각에서 볼 때 궁금한 점들을 부모의 인터뷰와 재연을 통해 영상으로 만들어 보여줌으로 아이들의 궁금증을 풀어주고 나아가 가족의 사랑을 재확인하게 할 수 있는 코너
- 이 가족이 사는법 : 이색적이고 특별한 가족을 찾아라!!! 재미있고 특이한 사연을 가진 가족을 소개하며 웃음과 재미를 주는 코너
- 우리가족뉴스 : 평범한 가정의 크고작은 일상사를 담은 홈비디오를 제보받아 아이들이 직접 뉴스를 진행하듯 재미있게 보여준다.